# NGC 6340
NGC 6340 је лентикуларна галаксија у сазвежђу Змај која се налази на NGC листи објеката дубоког неба.
Деклинација објекта је + 72° 18' 17" а ректасцензија 17h 10m 23,9s. Привидна величина (магнитуда) објекта NGC 6340 износи 11,0 а фотографска магнитуда 11,9. Налази се на удаљености од 22,0000 милиона парсека од Сунца. NGC 6340 је још познат и под ознакама UGC 10762, MCG 12-16-23, CGCG 339-31, PGC 59742.